# Rudy Rucker

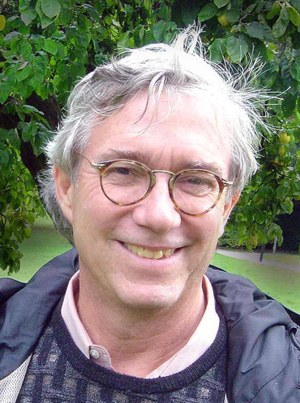
Rudolf von Bitter Rucker

Rudolf von Bitter Rucker (Louisville (Kentucky), 22 maart 1946) is een Amerikaans computerwetenschapper en schrijver van zowel sciencefiction als non-fictieboeken. Hij is een van de grondleggers van de literaire stroming die cyberpunk genoemd wordt. Zijn bekendste boeken zijn die uit de 'Ware Tetralogy', waarvan de eerste twee delen de Philip K. Dick Award wonnen.
In 1967 trouwde Rucker met Sylvia Bogsch Rucker (1943-2023). Samen hebben ze drie kinderen.
Rucker behaalde zijn B.A. in de wiskunde aan Swarthmore College in Pennsylvania en later zijn mastersdiploma aan de Rutgers University. Aan deze laatste universiteit promoveerde hij ook. Rucker doceerde tussen 1980 en 1982 aan verschillende universiteiten. Van 1986 tot zijn pensioen in 2004 doceerde hij aan de San José State University.
Rucker schreef onder andere de populair-wetenschappelijke boeken The Fourth Dimension; Geometry, Relativity, and the Fourth Dimension en Infinity and the Mind.
Rucker ontwikkelde een schrijfstijl die hij zelf transrealisme noemt. In het essay The Transrealist Manifesto schrijft hij zelf dat het transrealisme sciencefiction is gebaseerd op het eigen leven van de auteur en directe waarnemingen, vermengd met fantastische elementen die psychologische verandering symboliseren. Dit komt in veel van zijn romans naar voren. Een voorbeeld van een van Ruckers transrealistische romans is Saucer Wisdom, waarin de hoofdpersoon door buitenaardse wezens wordt ontvoerd. Rucker verkocht het boek als niet-fictie.
In 2007 werkte Rucker aan een nieuwe cyberpunktrilogie. Het eerste deel, Postsingular, verscheen in oktober van dat jaar. Het tweede deel, Hylozoic, in 2009.
Op 1 juli 2008 kreeg Rucker een hersenbloeding. Omdat hij dacht dat hij er misschien niet veel langer zou zijn, bracht dit hem ertoe Nested Scrolls, zijn autobiografie, te schrijven.

## Boeken
- The Ware Tetralogy
  - Software (1982)
  - Wetware (1988)
  - Freeware (1997)
  - Realware (2000)
- Transrealistische romans
  - White Light (1980)
  - Spacetime Donuts (1981)
  - The Sex Sphere (1983)
  - The Secret of Life (1985)
  - The Hacker and the Ants (1994)
  - Hacker and the Ants, Version 2.0 (2003)
  - Spaceland (2002)
  - Frek and the Elixir (2004)
  - Mathematicians in Love (2006)
  - Jim and the Flims (2011)
  - The Big Aha (2013)
  - All the Visions (1991), memoir/novel
- Andere romans
  - Master of Space and Time (1984)
  - The Hollow Earth[4] (1990)
  - As Above, So Below: A Novel of Peter Bruegel (2002)
  - Frek and the Elixir (2004)
  - Postsingular (2007)
  - Hylozoic (2009)
- Verhalenbundels
  - The Fifty-Seventh Franz Kafka (1983)
  - Transreal! (1991)
  - Gnarl! (2000)
  - Mad Professor (2006)
  - Surfing the Gnarl (2012), bevat een essay en een interview met de auteur
  - Complete Stories (2012)
  - Transreal Cyberpunk, met Bruce Sterling (2016)
- Non-fictie
  - Geometry, Relativity and the Fourth Dimension (1977); in het Nederlands: De vierde dimensie : naar een meetkunde van een hogere werkelijkheid. Amsterdam, Contact, 1985 ISBN 90-254-6526-9
  - Infinity and the Mind (1982); in het Nederlands: Oneindigheid, filosofie en wetenschap van het oneindige. Amsterdam, Contact, 1985 ISBN 90-254-6533-1
  - The Fourth Dimension (1984)
  - Mind Tools (1987)
  - All the Visions (1991), memoir
  - Saucer Wisdom (1999)
  - Seek! (1999)
  - Software Engineering and Computer Games (2002)
  - The Lifebox, the Seashell, and the Soul, What Gnarly Computation Taught Me About Ultimate Reality, the Meaning of Life, and How to Be Happy (2005)
  - Nested Scrolls - autobiography (2011)
  - Collected Essays (2012)
  - How to Make an Ebook (2012)
  - Better Worlds (2013), kunstboek met schilderijen van Rucker
  - Journals 1990–2014 (2015)

## Trivia
Rucker is een directe afstammeling van de filosoof Georg Hegel.

## Voetnoten
1. ↑  Sylvia Rucker obituary.
2. ↑  "Hieronymus Bosch's Apprentice", uittreksel uit Hylozoic
3. ↑  Rucker, Rudy (11 december 2012). Nested Scrolls: The Autobiography of Rudolf von Bitter Rucker, New York, NY, 3. ISBN 978-0765327536.
4. ↑  MonkeyBrain Books

- Bibsys: 90066669
- Biblioteca Nacional de España: XX1038557
- Bibliothèque nationale de France: cb120398264 (data)
- Catàleg d'autoritats de noms i títols de Catalunya: 981058523565006706
- CiNii: DA00477207
- DBLP: 49/7013
- Gemeinsame Normdatei: 109823761
- International Standard Name Identifier: 0000 0001 2031 3360
- Library of Congress Control Number: n82003602
- Mathematics Genealogy Project: 5782
- Bibliotheek van het Japanse parlement: 00454920
- Nationale Bibliotheek van Tsjechië: jn19990007227
- Nationale bibliotheek van Australië: 36139638
- Nationale Bibliotheek van Israël: 987007267360105171
- Nationale Bibliotheek van Polen: a0000001115490
- Nationale en Universitaire bibliotheek Zagreb: 000608007
- Nederlandse Thesaurus van Auteursnamen: 068029586
- Réseau des bibliothèques de Suisse occidentale: 02-A000140169
- Istituto Centrale per il Catalogo Unico: RAVV034556
- LIBRIS: 198029
- SNAC: w6z05v2n
- Système universitaire de documentation: 028593863
- Trove: 1218931
- Virtual International Authority File: 98168447
- WorldCat: E39PBJjxx9mqcDj4YqD8gRRqcP